# Caloptilia nondeterminata
Caloptilia nondeterminata är en fjärilsart som först beskrevs av Braun 1939.  Caloptilia nondeterminata ingår i släktet Caloptilia och familjen styltmalar. Inga underarter finns listade i Catalogue of Life.